# Zsolt Dajka
Zsolt Dajka (ur. 15 września 1985 roku) – węgierski zapaśnik walczący w stylu klasycznym. Zajął 32 miejsce na mistrzostwach świata w 2010. Dwudziesty na mistrzostwach Europy w 2008. Siódmy w Pucharze Świata w 2008 i 2010 roku.
Mistrz Węgier w 2008 roku.